# Flux piroclàstic

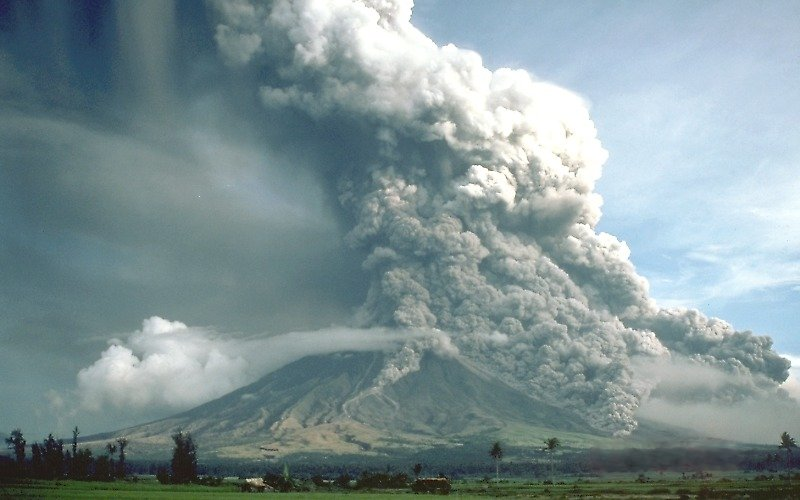
Flux piroclàstic en expansió al volcà Mayon, Filipines, el 1984.

Un flux piroclàstic és una mescla calenta (de 300 °C a 800 °C) de gasos, cendres i fragments de roques que es desplacen pels vessants d'un volcà durant una erupció. Poden arribar als 200 km/h i es produeixen en erupcions explosives o quan es col·lapsa el front d'un flux de lava. El volum pot ser d'un pocs centenars de metres cúbics fins a un miler de quilòmetres cúbics, però normalment no passen de deu quilòmetres cúbics.
Els fluxos piroclàstics acostumen a tenir dues parts: el flux basal, que es manté proper al sòl i conté els fragments més grans, i el núvol de cendra que s'aixeca uns quants metres del sòl. Són especialment perillosos perquè devasten completament la zona per la que es desplacen. Per exemple, la famosa erupció del Vesuvi de l'any 79 dC arrassà Pompeia i Herculà amb els fluxos piroclàstics procedents del volcà.